# Легенда мумии
«Легенда мумии» (иное название «Мумия Брэма Стокера») — американский фильм ужасов 1997 года режиссёра Джеффри Оброу, экранизация романа «Сокровище семи звёзд» Брэма Стокера. Премьера фильма состоялась 30 марта 1998 года. В 1999 году вышло продолжение фильма под названием «Мумия: Древнее зло».

## Сюжет
Археолог и известный исследователь Древнего Египта Абель Трелони привозит в свой дом мумию для проведения исследований. Прочитав магический свиток, Абель не придал этому большого значения, но волшебные слова подействовали на мумию, и она ожила, попутно напав на Абеля. Однако последний не умер, но остался без сознания и ещё длительное время в него не приходил. Для того чтобы присматривать за учёным, в доме поселяются его дочь Маргарет, а также друг Корбек. Маргарет находит странные инструкции, которые отец написал ещё в сознании: согласно им, никто не должен выносить его тело за пределы дома, а возле него должны всегда быть минимум два человека.

## В ролях
| Актёр                | Роль             |
| -------------------- | ---------------- |
| Луис Госсетт-младший | Корбек           |
| Эми Локейн           | Маргарет Трелани |
| Эрик Лютес           | Роберта Уайета   |
| Марк Линдсей Чепмен  | Доу              |
| Ллойд Бочнер         | Абель Трелани    |
| Мэри Джо Кэтлетт     | миссис Грант     |
| Обри Моррис          | доктор Винчестер |
| Лаура Отис           | Лили             |
| Джулиан Стоун        | Джимми           |
| Ричард Карн          | Брис Ренар       |
| Портия Даблдей       | Маргарита        |
| Рейчел Неаполь       | королева Тера    |
| Дональд Моне         | Хатчинс          |
| Келли Перин          | Кин              |